# Petrus Johannes Veltman
Petrus Johannes Veltman (Friens, 22 februari 1885 - Weiteveen, 13 maart 1974) was de oprichter en de eerste pastoor van de parochie Weiteveen en deken van Klazienaveen. Hij werd op 15 augustus 1908 tot priester gewijd en was kapelaan in Rossum en Groningen. Veltman zorgde voor de komst van de zusters franciscanessen naar Weiteveen. 
Vanwege de zware omstandigheden waarin Veltman zijn werk verrichtte, werd hij benoemd tot  ere-kanunnik van het aartsbisdom Utrecht en van het bisdom Groningen en geheim kamerheer van de paus. De Veltmanstichting is naar hem genoemd. Hieronder vallen onder andere een verzorgingstehuis en een blijf-van-mijn-lijfhuis. 
Veltman ligt begraven op het Kerkhof O.L.V. Koningin van de Vrede in Weiteveen. Hij kreeg daar een prominente plek op een verhoging aan de rand van het kerkhof. Zijn grafmonument bestaat uit een houten kruis op een verhoging dat is omgeven door een muur en bereikbaar is via een stenen trap. De dekplaat op het graf toont een miskelk met een hostie die is voorzien van een kruis. Op de dekplaat staat als geboorteplaats Fries (Fr.), maar deze plaats bestaat niet. Waarschijnlijk betreft het hier een fout en moet de geboorteplaats Friens (Fr.) zijn.